# Battaglia di Pigae
La battaglia di Pigae fu combattuta tra l'11 e il 18 marzo 922, nei pressi di Costantinopoli, tra l'esercito bizantino e quello dei Bulgari, e terminò con la vittoria di questi ultimi.

## La battaglia
Lo Zar dei Bulgari Simeone I sognava di salire sul trono bizantino: chiese allora nel 917 la reggenza del giovane Imperatore Costantino VII. Nel 919 l'ammiraglio bizantino Romano Lecapeno tolse alla madre di Costantino VII, Zoe Carbonopsina, la reggenza imperiale, e dal 920 prese in mano le redini dell'Impero, facendosi nominare da Costantino VII co-imperatore. Simeone, essendosi vista sbarrata la strada diplomatica al trono imperiale, nel 920 dichiarò guerra all'Impero, con una serie di campagne che durò sino al 924.
Nel 922 un grande esercito bulgaro comandato da Teodoro Sigritsa marciò rapidamente attraverso le montagne di Strandzha e raggiunse i pressi di Costantinopoli. Romano I Lecapeno diede il comando dell'esercito bizantino al generale Potas Argiro e all'ammiraglio Alessio Mosele.
La battaglia fu combattuta a Pigae. I Bulgari iniziarono subito a schiacciare i Bizantini, i cui generali furono i primi a fuggire. Alessio Mosele morì annegato in un tentativo disperato di raggiungere una nave. La maggior parte dei soldati e dei marinai bizantini furono uccisi, molti dei quali morti per annegamento, pochi furono fatti prigionieri dai Bulgari.
Dopo la battaglia di Pigae i Bulgari bruciarono tutti i palazzi di Pigae, saccheggiarono il Corno d'Oro ed entrarono trionfalmente a Preslav.